# Герберт, Роберт, 12-й граф Пембрук
Роберт Генри Герберт, 12-й граф Пембрук и 9-й граф Монтгомери (англ. Robert Henry Herbert, 12th Earl of Pembroke and 9th Earl of Montgomery; 19 сентября 1791 — 25 апреля 1862) — британский дворянин и пэр. Унаследовав титулы и владения рода Герберт, он вёл беспорядочную жизнь за границей.
Титулы: 12-й граф Пембрук (с 26 октября 1827), 9-й граф Монтгомери (с 26 октября 1827), 12-й барон Герберт из Кардиффа, Гламорган (с 26 октября 1827), 9-й барон Герберт из Шерленда, Кент (с 26 октября 1827 года).

## Биография

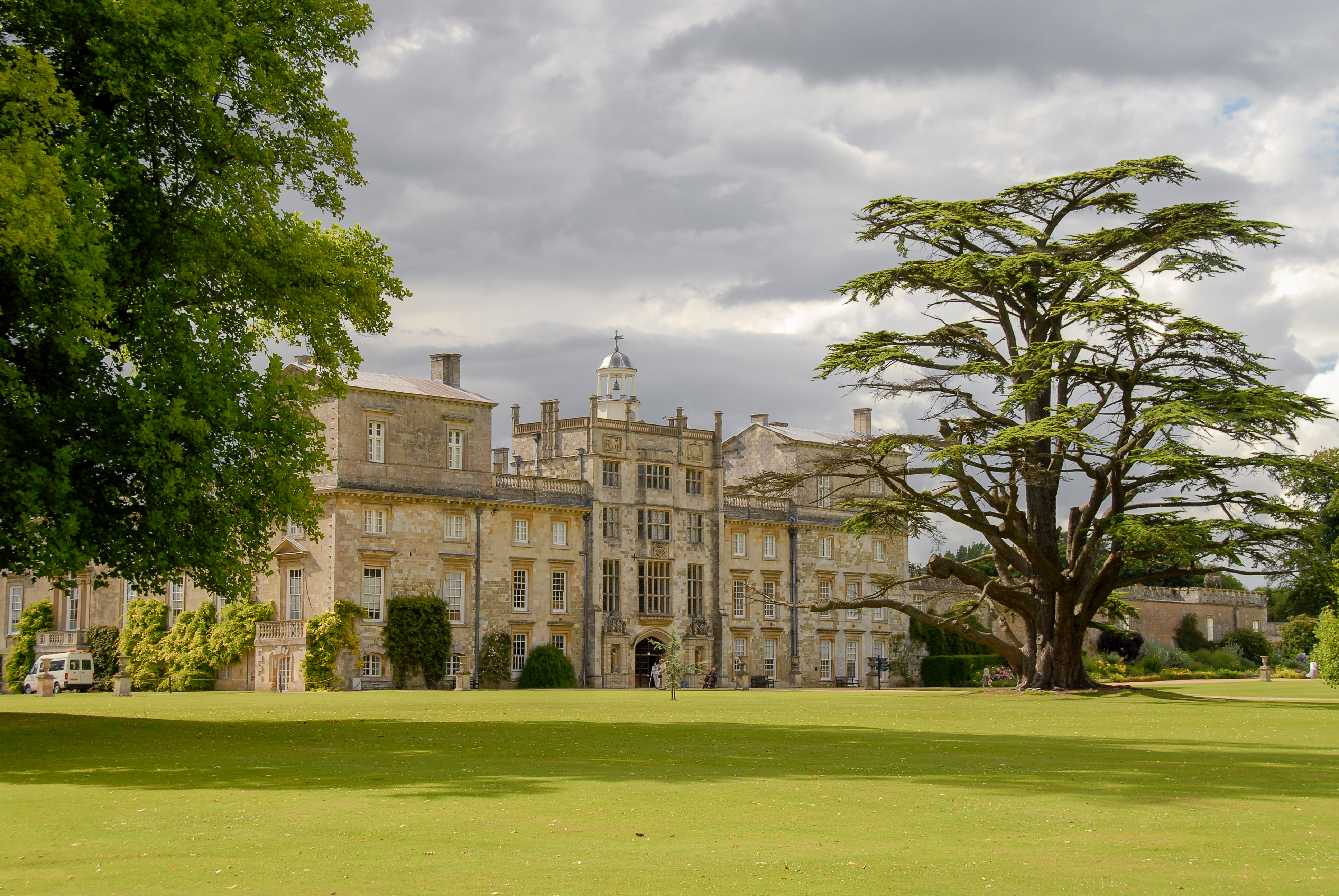
Уилтон-хаус

Родился 19 сентября 1791 года на Хилл-стрит в Лондоне. Второй сын Джорджа Гербрта, 11-го графа Пембрука (1759—1827) от первого брака с его двоюродной сестрой Элизабет Боклерк (1766—1793). Она была дочерью Тофэма Боклера от леди Дианы Боклерк, дочери Чарльза Спенсера, 3-го герцога Мальборо, и праправнучки короля Карла II Стюарта. Он провел свое детство в Уилтон-хаусе, загородном поместье семьи Пембрук в Уилтшире.
После образования в школе Харроу он поступил в Крайст-Черч в Оксфорде в 1810 году. Позже он отправился на Сицилию. Вопреки желанию отца Роберт Герберт заключил тайный брак в Палермо 17 августа 1814 года. Его невестой стала сицилийская принцесса Оттавия Спинелли (1 декабря 1779 — 31 декабря 1857), недавно овдовевшая жена (намного старшего) принца Эрколе Бранчифорте ди Бутера (? — 1814) и дочь Винченцо Спинелли, герцога Лаурино (1759—1831).
До смерти принца Эрколе виконт Роберт Герберт был cavaliere servente принцессы. Его отец безуспешно пытался расторгнуть брак, но ему удалось убедить сицилийские власти разлучить стороны. Соответственно, лорд Герберт был заключен в крепость, а его жена — в монастырь. Однако Роберту Герберту удалось бежать в Геную и вернуться в Англию, где отец убедил его бросить принцессу. Она сразу же сняла дом в Лондоне под именем леди Герберт и в 1819 году подала иск о восстановлении супружеских прав в английский суд. Брак был аннулирован, и ей было присуждено 800 фунтов стерлингов в год, которые, как говорят, позже были увеличены до 5 тысяч фунтов стерлингов, но лорд Герберт и принцесса больше никогда не встречались вместе. Ни один из них никогда не женился повторно.

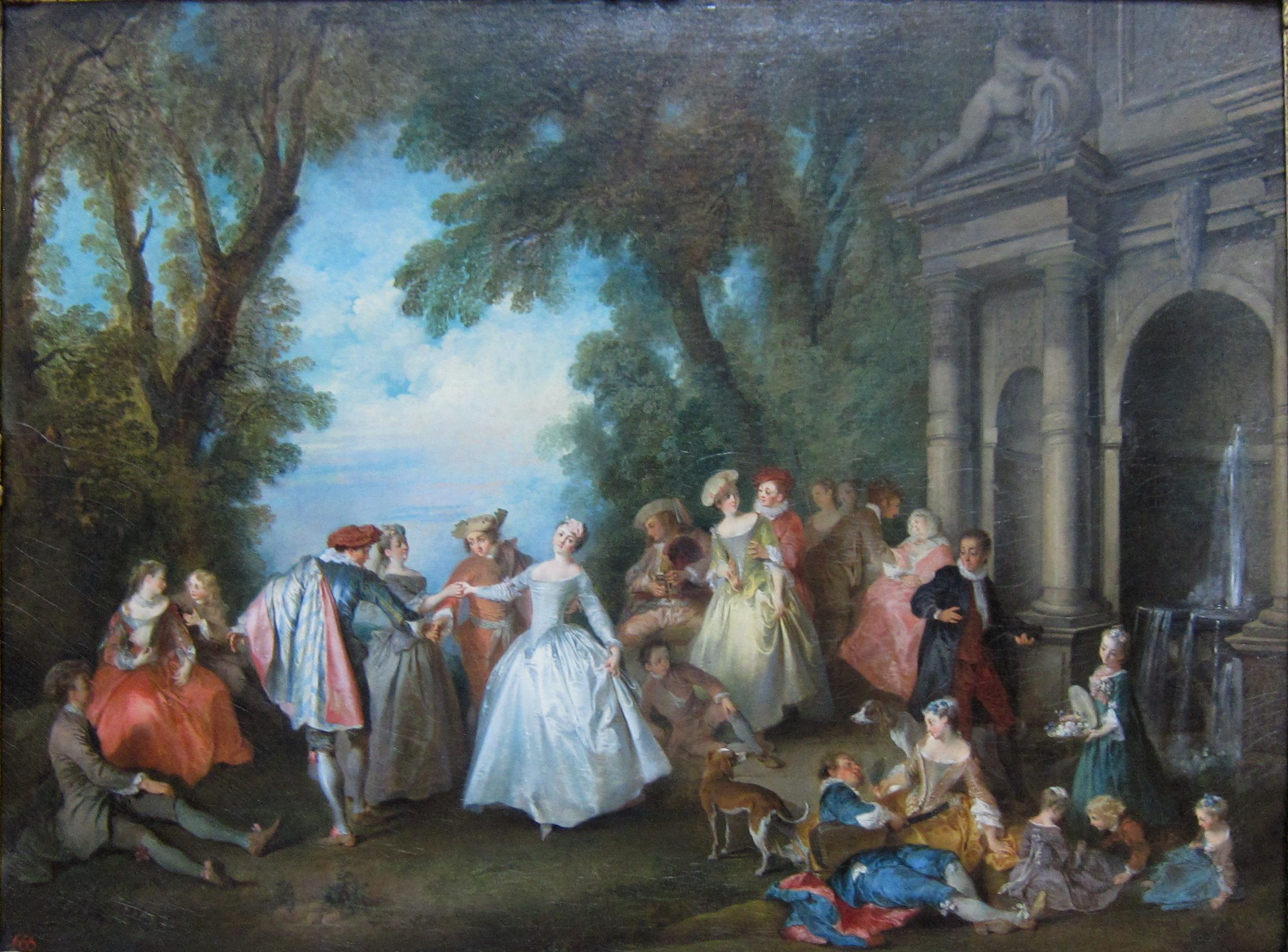
«Танец перед фонтаном», Николя Ланкре, Центр Гетти

Роберт Герберт унаследовал титулы после смерти своего отца в 1827 году и занял свое место в Палате лордов в 1833 году. По семейному соглашению его младший сводный брат, политик Сидни Герберт, 1-й барон Герберт из Ли, взял под свой контроль управление семейными поместьями, сосредоточенными в Уилтон-хаусе в Уилтшире.
Впоследствии, к 1837 году Роберт Герберт жил в Париже, где лорд Малмсбери писал о нём: «Лорд Пембрук живёт в большом доме в Париже и известен как своим поваром, так и своими лошадьми. Он очень красивый мужчина». Герберту принадлежала картина Ланкре «Танец перед фонтаном», ранее находившаяся в коллекции Екатерины Великой; она стала частью его более поздней продажи поместья в июне 1862 года. Второй картиной в его коллекции была «Воссоединение в паре» Жана-Батиста Патера. Ему также принадлежали карманные часы Garde Temps из 18-каратного золота, купленные в 1832 году у Луи Антуана Бреге за 5000 франков. В 2005 году эти часы были проданы на аукционе за 74 750 швейцарских франков.
Он прожил свое изгнание на Вандомской площади № 19, за это время у него родилось около семи внебрачных детей, большинство из которых приняли фамилию «Монтгомери» (как это сделали другие родные дети семьи Гербертов) или «де Пембрук де Монтгомери». В результате его частых поездок в Лондон у Алексины Софии Галлот (род. 7 марта 1821 в Лондоне), дочери Джона и Энн Галлот, родились трое детей:
- Роберт Генри Грэнвилл Монтгомери (род. около 1840).
- Сидни Джордж Грэнвилл Монтгомери (род. около 1842), жена — Кэтрин, дочь Эдварда Хью
- Ида Алексина Монтгомери (род. 1846)

В Париже он завязал отношения с балериной Мари Катрин Кэролайн (Элиза) Шеффер, которая родила ему четырёх детей:
- Генриетта де Пембрук и Монтгомери (30 ноября 1844—1910, Париж), муж с 1866 года Амеде, барон Дюбретон (1834—1900)
- Анри Жорж де Пембрук де Монтгомери (17 декабря 1845 — 29 ноября 1900), дипломат, Женат с 1884 года на Мари Люсиль Адель Дитте. Похоронен в мавзолее в Шеврёзе.
- Адольф де Пембрук и де Монтгомери (род. 1848)
- Генриетта Жанна Монтгомери (2 ноября 1855 — 16 июля 1904), муж с 1877 года Луи Жанвье де ла Мотт. Похоронена в Мавзолее вместе с братом Анри Жоржем.

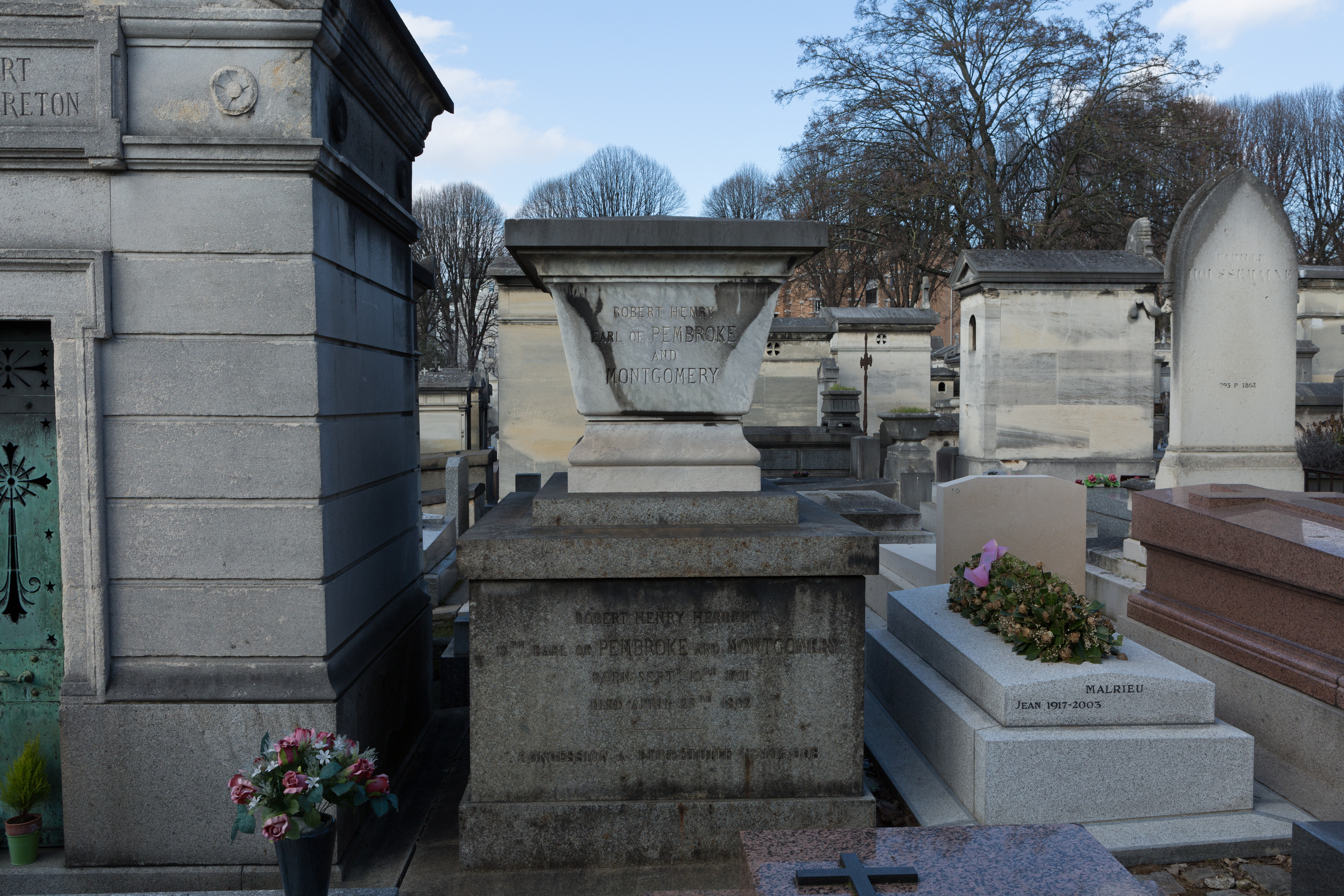
Пер-Лашез

Лорд Пембрук скончался в Париже 25 апреля 1862 года, где и похоронен на кладбище Пер-Лашез. Роберт Герберт щедро обеспечил всех своих детей в своем завещании.

## Преемственность
Роберту Герберту наследовал его сводный племянник Джордж Роберт Чарльз Герберт, 13-й граф Пембрук (1850—1895), который годом ранее унаследовал титул барона Гербарта из Ли, так что этот титул слился с графством.